# ليو إم. فرانكلين
ليو إم. فرانكلين (بالإنجليزية: Leo M. Franklin)‏ هو حاخام أمريكي، ولد في 5 مارس 1870 في كامبريدج في الولايات المتحدة، وتوفي في 8 أغسطس 1948 في ديترويت في الولايات المتحدة.